# Dorfkirche Sietzing

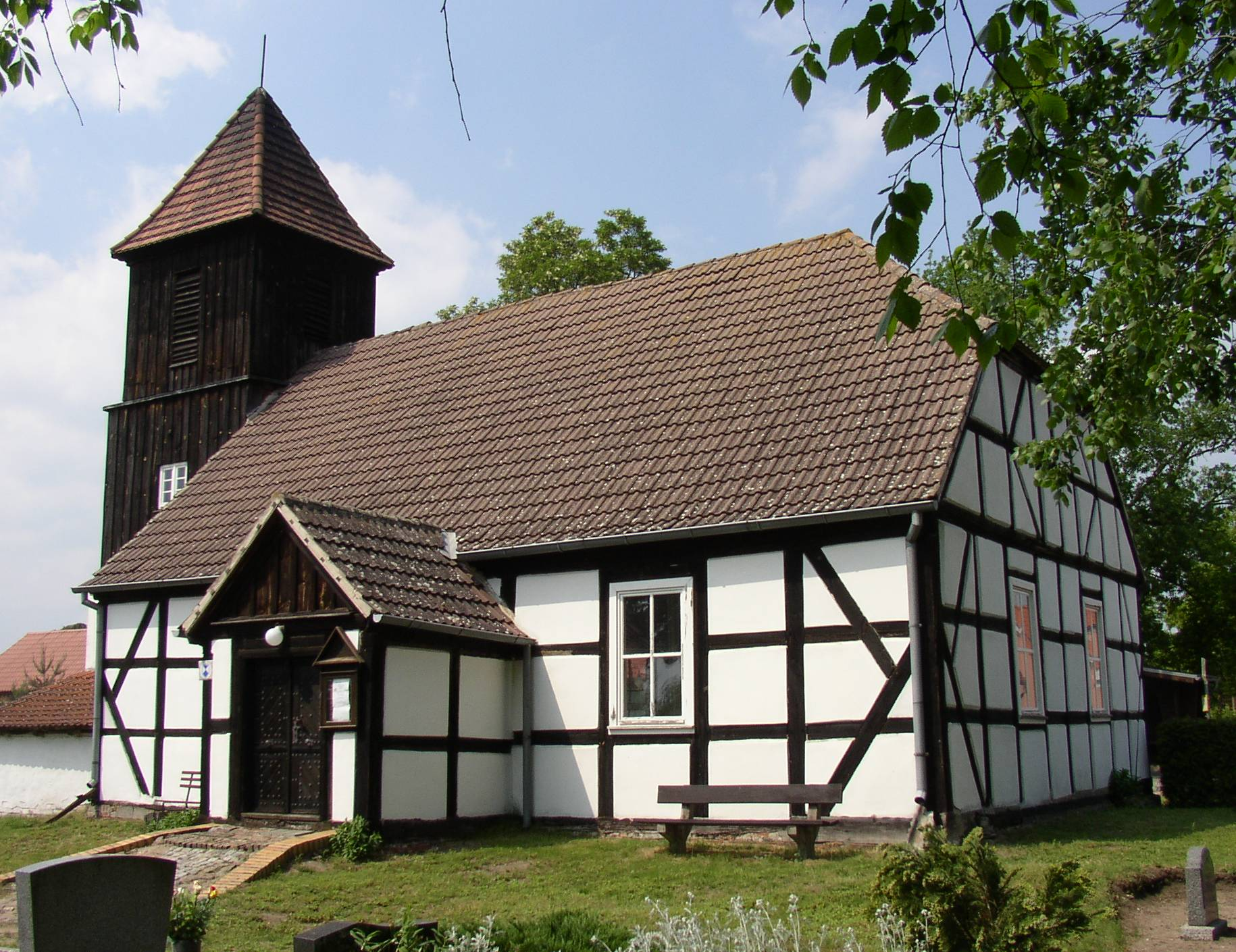
Dorfkirche Sietzing

Die evangelische Dorfkirche Sietzing ist eine Fachwerkkirche aus dem Jahr 1803 in Sietzing, einem Ortsteil der Gemeinde Letschin im Landkreis Märkisch-Oderland im Land Brandenburg. Die Kirchengemeinde gehört zum Kirchenkreis Oderland-Spree der Evangelischen Kirche Berlin-Brandenburg-schlesische Oberlausitz.

## Lage
Die Kreisstraße 6408 führt als Sietzinger Dorfstraße von Westen kommend in östlicher Richtung in den Ort. Von ihr zweigt die Kreisstraße 6409 nach Süden hin ab. Die Kirche steht nördlich dieser Kreuzung auf einem Grundstück, das mit einer Hecke eingefriedet ist.

## Geschichte
Sietzing wurde im Jahr 1756/1757 als planmäßiges Kolonistendorf angelegt, um die Besiedlung des Oderbruchs zu fördern. Die Bewohner errichteten im Jahr 1761 eine „Stube zum Gottesdienst“, die 1803 durch einen Neubau ersetzt wurde. Im Jahr 1883 kam ein Kirchturm hinzu. In den 1950er Jahren wurde das Dach umgedeckt und 1988 erneuert. Eine Sanierung des Turms erfolgte in den 1980er Jahren. Dabei entfernten Handwerker aus Bad Freienwalde das Fachwerk des Unterbaus und ersetzten es durch einen Massivbau. Dennoch war das Gebäude durch weitere fehlende Instandsetzungsarbeiten im 21. Jahrhundert in einem schlechten Allgemeinzustand: die Wände waren feucht, Holzbalken beschädigt und die Fenster verzogen. Im Dorf gründete sich im Jahr 2015 der Freundeskreis Fachwerkkirche Sietzing, der bis 2020 eine umfassende Sanierung des Gebäudes anstieß. Die Kosten beliefen sich auf rund 600.000 Euro. Dabei wurde unter anderem auch eine Wand im östlichen Bereich wieder eingerissen, die zuvor als Abtrennung einer Winterkirche diente. Die Arbeiten an der Kirche und auf dem Friedhof wurden von Archäologen begleitet, die unter anderem Reste drei Bestattungen freilegten. Im Zusammenhang mit einer Sargbestattung vom Ende des 19. Jahrhunderts konnten Reste des Totengewands sowie der ledernen Sargbespannung sichergestellt werden. Die bestattete Person war über 70 Jahre alt geworden und trug eine Zahnprothese aus Kautschuk und Gold. Außerdem kam eine Feuerstelle mit eisenzeitlichen Funden zu Tage. Seit Dezember 2018 ist die Kirche als Kulturerbeort im Oderbruch anerkannt. Die feierliche Einweihung fand am 25. September 2020 statt.

## Baubeschreibung

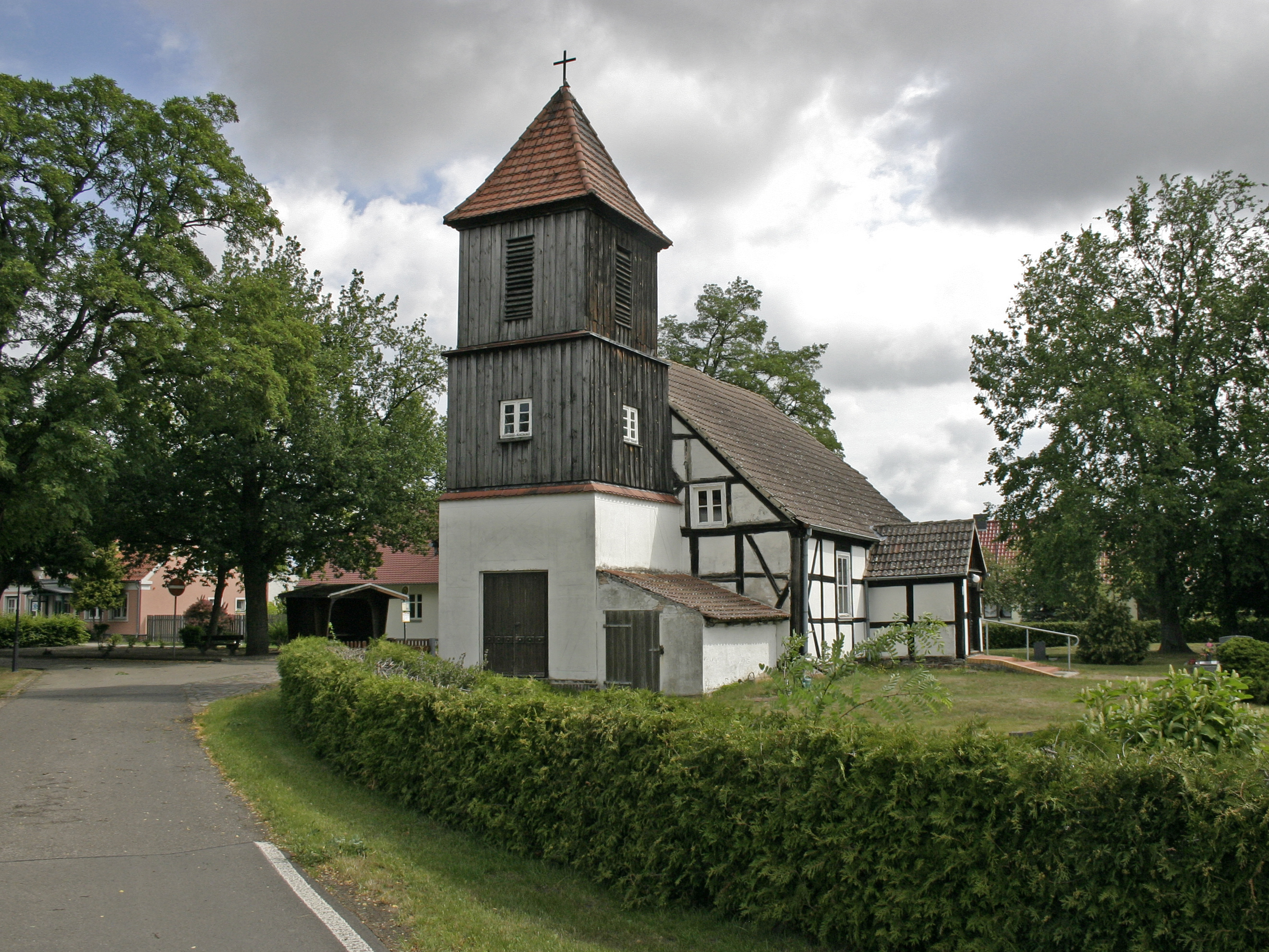
Ansicht von Südwesten

Das Bauwerk entstand im Wesentlichen aus Fachwerk; das Gefach wurde anschließend verputzt. Die Kirche hat einen rechteckigen Grundriss; an der Ostseite sind zwei schlichte und hochrechteckige Fenster. An der Südseite befinden sich zwei weitere Fenster sowie eine kleine Vorhalle, die ebenfalls einen rechteckigen Grundriss aufweist. Das Kirchenschiff trägt ein schlichtes Satteldach, das nach Osten hin abgewalmt ist. Im Westen schließt sich der quadratische und eingezogene Kirchturm an. Er kann durch eine hölzerne Pforte von Westen her betreten werden. An der Südseite ist ein Anbau mit einer weiteren Pforte. Das untere Geschoss ist verputzt, die darüberliegenden Geschosse sind verbrettert. Im mittleren Geschoss befinden sich an den drei zugänglichen Seite je ein kleines und hochrechteckiges Fenster. Darüber folgt das Glockengeschoss mit je einer hochrechteckigen Klangarkade an jeder Seite. Der Turm schließt mit einem Pyramidendach mit Kreuz ab.

## Ausstattung
Die Kirchenausstattung stammt aus der Bauzeit. Der Altar wird im Dehio-Handbuch als „schlicht“ bezeichnet. Beim Abriss der Trennwand zur Winterkirche stellten Experten fest, dass die Rückwand des Altars als Tür ausgeführt wurde. Der Pfarrer kann hierdurch hinter den Altar treten, durch den darüberliegenden Schalldeckel entsteht der Eindruck eines Kanzelaltars. Experten vermuten, dass die Erbauer mit diesem Design trotz der geringen Raumhöhe dem barocken Zeitgeist entsprechen wollten. Die achtseitige Fünte wurde aus Holz gearbeitet und ist marmoriert; als Taufschale dient ein Oblatenteller. An der Empore erinnert eine Gedenktafel an den preußischen Staatsminister und Begründer der Pfarre Sietzing Heinrich Friedrich von Itzenplitz. Zwei weitere Tafeln erinnern an die Gefallenen der Befreiungskriege und des Ersten Weltkrieges.